# 이집트의 공항 목록
이집트의 공항 목록이다.

## 공항
| 위치            | 공항 ICAO | 공항 IATA | 공항 이름                |
| --------------- | --------- | --------- | ------------------------ |
| 민간 공항       |           |           |                          |
| 10월 6일        | HESX      | SPX       | 스핑크스 국제공항        |
| 아부레디스      |           | AUE       | 아부레디스 공항          |
| 아부심벨        | HEBL      | ABS       | 아부심벨 공항            |
| 알렉산드리아    | HEAX      | ALY       | 알렉산드리아 국제공항    |
| 보르그엘아랍    | HEBA      | HBE       | 보르그엘아랍 국제공항    |
| 알마자          | HEAZ      |           | 알마자 공군기지          |
| 아시우트        | HEAT      | ATZ       | 아수우트 공항            |
| 아스완          | HESN      | ASW       | 아스완 국제공항          |
| 카이로          | HECA      | CAI       | 카이로 국제공항          |
| 다클라 오아시스 | HEDK      | DAK       | 다클라 오아시스 국제공항 |
| 엘 아리시       | HEAR      | AAC       | 엘 아리시 국제공항       |
| 엘 다바         | HEAL      | DBB       | 엘 알라메인 국제공항     |
| 엘 구나         | HEGO      |           | 엘 구나 공항             |
| 엘 고라         | HEGR      | EGH       | 엘 고라 공항             |
| 엘 카르가       | HEKG      | UVL       | 엘 카르가 공항           |
| 엘 토르         | HETR      | ELT       | 엘 토르 공항             |
| 후르가다        | HEGN      | HRG       | 후르가다 국제공항        |
| 룩소르          | HELX      | LXR       | 룩소르 국제공항          |
| 미르사 알람     | HEMA      | RMF       | 미르사 알람 국제공항     |
| 미르사 마트루하 | HEMM      | MUH       | 미르사 마트루하 공항     |
| 신행정수도      | HECP      | CCE       | 수도 국제공항            |
| 포트세드        | HEPS      | PSD       | 포트세드 국제공항        |
| 라스 쇼커       |           |           | 라스 쇼커 신공항         |
| 쉼크알오나트    | HEOW      | GSQ       | 쉼크알오나트 공항        |
| 샤름엘셰이크    | HESH      | SSH       | 샤름엘셰이크 국제공항    |
| 소하그          | HEMK      | HMB       | 소하그 국제공항          |
| 세인트 캐서린   | HESC      | SKV       | 세인트 캐서린 국제공항   |
| 타바            | HETB      | TCP       | 타바 국제공항            |
| 군용 공항       |           |           |                          |
| 카이로          | HECW      | CWE       | 카이로 서부 공군기지     |
| 카이로          | HEAZ      |           | 알마자 공군기지          |
| 카이로          | HE13      |           | 와다알간달리 공항        |

## 같이 보기
- 이집트의 교통 (영어판)